# Lau Nau
Lau Nau, pseudonimo di Laura Naukkarinen (Helsinki, 1980), è una cantante, cantautrice e musicista finlandese, membro dei gruppi di improvvisazione e folk psichedelico Kiila, Päivänsäde, the Anaksimandros, Avarus, Maailma, e del trio Hertta Lussu Ässä formato con le cantanti e autrici Merja Kokkonen (aka Islaja) e Jonna Karanka (aka Kuupuu). Vive nella provincia finlandese dell'isola di Kimito con il marito e due figli.

## Stile musicale
Il suo suono è stato accostato al tubare delle colombe. È stata accreditata di suonare qualunque cosa, dai "bicchieri di succo colorati" e "megafono che storce come la risata di una strega", alle "lattine di birra".

## Discografia
- Kuutarha (Locust Music, 2005)
- Nukkuu (Locust Music, 2008)
- Valohiukkanen, (Fonal, 2012)
- Hem. Någonstans (Fonal, 2015)[2]

### Collaborazioni
- voce nel brano Open to the sea, apertura dell'album omonimo di Enrico Coniglio & Matteo Uggeri[3]